# Функция Жуковского

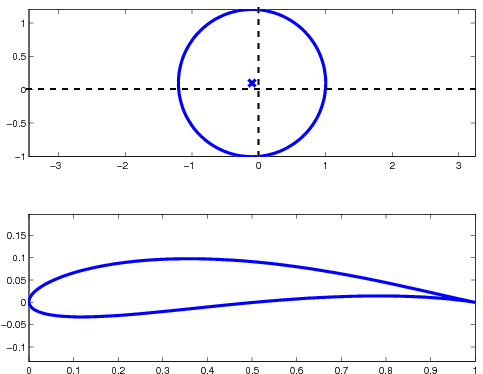
Пример действия функции Жуковского — окружность (вверху) отображается на профиль Жуковского — Чаплыгина (внизу)

Функция Жуковского — конформное отображение, используемое для описания некоторых принципов, связанных с профилями крыльев самолётов. Названа в честь Н. Е. Жуковского из-за приложений, которые он дал этой функции в аэродинамике. Относится к классическим элементарным функциям комплексного анализа, так как большинство тригонометрических и гиперболических функций представимы в виде суперпозиции экспоненты и функции Жуковского.

## Определение
Функция Жуковского определяется как преобразование комплексной плоскости {\displaystyle f:\mathbb {C} \setminus \{0\}\to \mathbb {C} } по формуле
{\displaystyle f(z)={\frac {1}{2}}\left(z+{\frac {1}{z}}\right).}
Также функцию Жуковского можно определить как композицию дробно-линейной и квадратичной функции:
{\displaystyle f(z)=(S_{1}^{-1}\circ S_{2}\circ S_{1})(z),}
где
{\displaystyle S_{1}(z)={\frac {z-1}{z+1}},\;S_{2}(z)=z^{2}.}

## Свойства
- {\displaystyle f(z)=f\left({\frac {1}{z}}\right)}[1].
- Обратной к функции Жуковского является функция {\displaystyle g(z)=z+{\sqrt {z^{2}-1}}}[4].
- {\displaystyle f'(z)={\frac {1}{2}}\left(1-{\frac {1}{z^{2}}}\right)} отлична от нуля при {\displaystyle z\neq \pm 1}. Следовательно, отображение {\displaystyle f(z)} является конформным везде, за исключением этих точек[5].
- Функция Жуковского совершает следующие конформные отображения[2]:

- круг {\displaystyle \left\lbrace z:|z|<1\right\rbrace } на всю комплексную плоскость с разрезом по отрезку {\displaystyle (-1,1)} действительной оси.
- круг {\displaystyle \left\lbrace z:|z|<1\right\rbrace } с разрезами по отрезкам {\displaystyle (b,1)} и {\displaystyle (-1,-a)}, где {\displaystyle 0<a,b<1} на всю комплексную плоскость с разрезом по отрезку {\displaystyle \left(-{\frac {1}{2}}\left(a+{\frac {1}{a}}\right),{\frac {1}{2}}\left(b+{\frac {1}{b}}\right)\right)}.
- верхняя полуплоскость на всю комплексную плоскость с разрезом по лучам {\displaystyle (-\infty ,-1)} и {\displaystyle (1,+\infty )} на действительной оси.
- полукруг {\displaystyle \left\lbrace z:|z|<1,{\mbox{Im}}\,z>0\right\rbrace } на нижнюю полуплоскость.
- окружность, проходящая через точку {\displaystyle 1} и содержащая точку {\displaystyle -1}, на замкнутую кривую, подобную профилю самолётного крыла и называющуюся профилем Жуковского — Чаплыгина. Вариацией радиуса и положения центра окружности можно менять угол изгиба и толщину крыла.

## Преобразование Кармана — Треффца
Обобщением функции Жуковского является преобразование Кармана — Треффца, которое связывает исходную переменную {\displaystyle z} с преобразованной {\displaystyle \zeta } равенством
{\displaystyle {\frac {\zeta -k}{\zeta +k}}={\frac {(z-1)^{k}}{(z+1)^{k}}},}
где {\displaystyle k<2}. При {\displaystyle k=2} получается {\displaystyle \zeta =2f(z)}.